# قائمة آلهة الماوري
هذه هي قائمة بآلهة الماوري، والتي تعرف باسم الاتوا في اللغة الماورية.

## أقسام الآلهة الرئيسية
- هومياتيكيتيكي، إله الطعام غير المزروع، على وجه الخصوص نبتة بتيريديوم إسكولنتوم.
- باباتوانوكو، أم الأرض البدائية.
- رانجينوي، أب السماء البدائي.
- رونجوماتان، إله الأطعمة المزروعة، خاصة البطاطا الحلوة / او ما يعرف بكومارا.
- تانيماهوتا، إله الغابات والطيور.
- تانجاروا، إله المحيط والمخلوقات التي بداخله. (الأب الأصلي في الأساطير الرئيسية).
- تاهيريما، إله العواصف والطقس العنيف.
- توماتاونجا، إله الحرب، الصيد، الطبخ، صيد الأسماك، وزراعة الطعام.
- ويرو، إله الظلام وتجسيد كل الشرور والموت.
- أيتوا، إله الموت، التعاسة، وسوء الحظ.
- أوو، تجسيد للنور.
- أوهيتوروا، تجسيد للمذنبات وأصل النار.
- هيري، تجسيدات عدة لقوس قزح.
- إيكاتير، إله السمك وأبو جميع المخلوقات البحرية.
- أيو ماتوا كور، الكائن الأعلى؛ تجسيد للضوء وعالم الأحياء والغابات.
- كاهوكورا، إله الحرب الذي يظهر على شكل القوس العلوي لقوس قزح المزدوج.
- كيوا، أحد الأوصياء الإلهيين المتعددين للمحيط.
- ماكاتوتارا، والد ماوي وحارس العالم السفلي.
- مارو، إله المياه العذبة وإله الحرب الجنوبي.
- ماتاهو، إله الزلازل والبراكين من منطقة تاماكي ماكاورو (أوكلاند).
- ماوي، نصف إله وبطل الثقافة والمحتال.
- موتورو.
- نغاهو أو كاهو، إله أو مكتشف البونامو، تانيوها بوتيني هو حارسه.
- بوهورانجي، كائن سماوي نزل من السماوات لينام مع العذراء الجميلة تي كورايمونوا.
- بونغا أو هيري، سلف أسماك القرش والسحالي والشفنينيات وجميع الكائنات المشوهة والقبيحة.
- ريهوا، إله النجوم صاحب قوة الشفاء.
- رونغوماي، اسم عدد من الكائنات المنفصلة.
- رونغو، إله المحاصيل والسلام.
- رووموكو، إله البراكين والزلازل والمواسم.
- تامانويترا، تجسيد للشمس.
- تان رور، وهو تجسيد للهواء المتلألئ.
- تاهواكي، كائن شبه خارق للطبيعة مرتبط بالرعد والبرق
- تي أويرا، تجسيد البرق.
- تيكي، الإنسان الأول، ولكنه في بعض الأحيان يكون ابن رانجي وبابا، ويخلق الإنسان الأول.
- تينيراو، حارس الأسماك.
- تيوتيوهيوهي، أبو جميع الزواحف.
- أوينوكو، إله قوس قزح المرتبط بالحرب. وهو أيضا سلف مؤله.
- أوروتنغانغانا، إله النور.

## الآلهة الانثى
- أروهيروهي، إلهة السراب والحرارة المتلألئة.
- هيناوري، أخت، أو على غير العادة، زوجة ماوي المرتبطة بالقمر.
- هينيكابيا، إلهة الولاء.
- هينيهواكا، إلهة الحجر الرملي، تانيوها واتيبو هو حارسها.
- هينينويتبو، إلهة الليل والموت، وحاكمة العالم السفلي.
- هين-كاو-آتاتا.
- هينيبوكوهورانجي، إلهة الضباب.
- هينيتيوايوا، إلهة الولادة، تي واري بورا والفنون.
- هينيموانا، إلهة المحيط.
- إيكاروا، السمكة الطويلة التي أنجبت جميع النجوم في مجرة درب التبانة.
- كوهارا.
- كوي، نصف الإله الشثوني.
- ماهويكا، إلهة النار.
- ماريكوريكو.
- موكاهو، وهي إلهة (أو إلهة) أقل شهرة من توهو التي كانت على هيئة كلب (كوري)، وهي شقيقة هايري.
- روهي، إلهة عالم الأرواح.
- تانغوتانغو، وهي امرأة سماوية وقعت في حب البطل العظيم تاهوواكي وجاءت إلى الأرض لتصبح زوجته.
- تواهيورانغي، زوجة كاهوكورا التي تتجلى في صورة القوس السفلي خلال قوس قزح مزدوج.
- وايتيري، تجسيد الرعد.

## انظر ايضا
- Family tree of the Māori gods